# Gesellschaft für Seerecht der DDR
Die Gesellschaft für Seerecht der DDR (1972–1990), in ihrem Briefkopf auch als Association for Maritime Law of the German Democratic Republic bezeichnet, wurde am 22. Juni 1972 in Rostock als Vereinigung zur Förderung des internationalen und nationalen Seerechts, darunter das Fischereirecht, gegründet.
Mitglied dieser Gesellschaft konnten sowohl Einzelpersonen als auch juristische Personen wie Betriebe, z. B. das Institut für Meereskunde der Akademie der Wissenschaften der DDR in Rostock-Warnemünde wie auch andere wissenschaftliche Einrichtungen, gesellschaftliche Organisationen u. a. werden. Der für je drei Jahre gewählte Vorstand entschied über die Aufnahme. Der erste Präsident der Gesellschaft war der Rostocker Jörgen Haalck. Sein Nachfolger wurde der Jurist und spätere Rostocker Universitäts-Professor Ralf Richter (1931–2021), der das Seerecht mit wirtschaftlichen Fragen verknüpfte.
Dem 15-köpfigen Vorstand gehörten unmittelbar nach seiner Gründung drei Vizepräsidenten an: Völkerrechtler Gerhard Reintanz von der Martin-Luther-Universität Halle-Wittenberg in Halle (Saale); Heinz Rentner (* 12. Januar 1931), Hauptabteilungsleiter Seeverkehr und Hafenwirtschaft und ab 1. September 1973 bis 1990 stellvertretender Minister für Verkehrswesen u. a. zuständig für den Bereich Seeverkehr der DDR; Joachim Waßmann, Vizepräsident der Direktion Seeverkehr und Hafenwirtschaft der DDR. Im Jahre 1981 wurde der drei Jahre zuvor emeritierte Hallenser Seevölkerrechtler Reintanz zum Ehrenpräsidenten der Gesellschaft für Seerecht berufen. Eines der Mitglieder des Vorstandes der Gesellschaft für Seerecht war der an der Universität Halle promovierte Jurist Adolf Hauer (1928–2017). Rudi Frenzel (1923–2020) war ebenfalls wie sein Vertreter Adolf Hauer hauptberuflich im „Direktorat Forschung und Entwicklung“ des VEB Seeverkehr und Hafenwirtschaft Rostock und zuvor als wissenschaftlicher Mitarbeiter am Institut des Seeverkehrs und der Hafenwirtschaft in Rostock tätig. Der Sekretär und promovierte Jurist Rudi Frenzel zeichnete für den Schriftwechsel mit den Mitgliedern, die Terminorganisation u. a. m. verantwortlich. Ihm folgte der Jurist Gerold Kantner.
Der Vorstand beschloss die Bildung von Interessengemeinschaften – auch Arbeitsgruppen bzw. Arbeitskreise/-gemeinschaften genannt – auf den Gebieten Seehandelsrecht, Seevölkerrecht, Fischereirecht, Seestaatsrecht und Seearbeitsrecht. Vorsitzender der Arbeitsgemeinschaft Seevölkerrecht/Fischereirecht war das Vorstandsmitglied Günter Hepper (1931–2022) von der Ingenieurhochschule für Seefahrt Warnemünde-Wustrow (IHS).
Vorsitzender des Arbeitskreises Seestaats- und Seeverwaltungsrecht war der promovierte Seejurist Peter Reichenbach bis zu seinem frühen Tod mit 49 Jahren 1978. Dort hielt am 3. Juli 1973 einen Vortrag zur Thematik „Schiff, Wrack, Schiffshindernis“.
Eine besonders enge Zusammenarbeit bestand mit der bereits 1965 gegründeten Gesellschaft für Völkerrecht in der DDR. Eine gemeinsame Konferenz zu Fragen der Entwicklung des internationalen Seerechts wurde am 17. und 18. April 1974 erstmals durchgeführt, im Jahr des 60. Geburtstages vom Vizepräsidenten der Gesellschaft für Seerecht Gerhard Reintanz, der sich auf das Seevölkerrecht spezialisiert hatte. Der Völkerrechtler erörterte die Gefahren, „die der Menschheit ... in Form einer zunehmenden Meeresverschmutzung drohen“ und „legte dar, wie dieser gefährlichen Entwicklung mit völkerrechtlichen Mitteln entgegengewirkt werden“. Zugleich wies Reintanz auf die III. UN-Seerechtskonferenz hin, die sich u. a. mit dieser Problematik befasste.
Harry Wünsche (* 1929 bis † 2008) und Norbert Trotz sowie Harald Frühauf, die u. a. in der DDR-Seerechtsgesellschaft entscheidend mitwirkten, und hauptberuflich bei der Akademie für Rechtswissenschaft wissenschaftlich tätig waren, gehörten zu den ständigen DDR-Delegationsmitgliedern unter Leitung des Diplomaten Gunter Görner (* 1939) zur III. UN-Seerechtskonferenz. Ein langjähriges Mitglied des Vorstandes (1974–1991) war der Rostocker Seerechtler Max Oesau (* 1937), zuletzt Professor für Seehandelsrecht. Die Interessengemeinschaften Seestaats- und Verwaltungsrecht sowie Seehandelsrecht veranstalteten im Dezember 1974 eine Tagung gemeinsam mit der Ingenieurhochschule für Seefahrt Warnemünde-Wustrow unter der Leitung von Peter Reichenbach vom Seefahrtsamt der DDR (SFA) im damaligen Haus der Armee  Rostock, seit 1. Juli 1992 Oberlandesgericht Rostock.
Im Zuge der Auflösung der Gesellschaft für Seerecht der DDR im Zusammenhang mit der Deutschen Einheit wurden ihre Mitglieder auf die Möglichkeit hingewiesen, im Deutschen Verein für Internationales Seerecht (German Maritime Law Association) Mitglied zu werden. Davon machten ehemalige Mitglieder Gebrauch, zum Beispiel der frühere Rechtsprofessor Norbert Trotz, der im Deutschen Verein für Internationales Seerecht. Deutsche Landesgruppe des Comité Maritime International bis 2007 Mitglied war und sich auf die Haftung im Zusammenhang mit dem Transport gefährlicher Güter auf dem Meer spezialisiert hatte.  Norbert Trotz hatte als DDR-Rechtswissenschaftler aus Potsdam-Babelsberg erstmals vor dem Deutschen Verein für Internationales Seerecht am 29. Mai 1986 in Hamburg einen Vortrag zur Haftung für Schäden aus dem Transport gefährlicher Güter auf See halten können, der in einer erweiterten und überarbeiteten Fassung in einer Schriftenreihe dieses Vereins veröffentlicht wurde.
Auch Ralf Richter und seine Ehefrau Dolly Richter-Hannes wurden Mitglied des Deutschen Vereins für Internationales Seerecht e. V. mit Sitz in Hamburg und schieden aus Altersgründen aus.

## Wirken in der DDR
Die Gesellschaft hatte sich zum Ziel gesetzt, zur friedlichen internationalen Zusammenarbeit beizutragen. Beispielsweise unterstützte die Seerechtsgesellschaft der DDR die Bestrebungen des Internationalen Schifffahrtskomitees Comité Maritime International (CMI) auf dem Gebiet des Seerechts, insbesondere zur internationalen Vereinheitlichung der Vorschriften des See- und Handelsrechts sowie der Schifffahrts- und Hafengebräuche. Über die CMI-Tagungen veröffentlichte der Präsident der DDR-Seerechtsgesellschaft als Teilnehmer Berichte.  Die Gesellschaft förderte den Informationsaustausch unter Wissenschaftlern und Praktikern durch die Bildung von Interessengemeinschaften und Ad-hoc-Arbeitsgruppen. Die rechtliche Seite der Erforschung und Nutzung der mineralischen und lebenden Ressourcen des Meeres sowie des Meeresbodens, wie sie auf der III. UN-Seerechtskonferenzen thematisiert wurde, gehörte ebenfalls zu den Interessengebieten. Gemeinsam mit der Rostocker Universität, der Gesellschaft für Völkerrecht in der DDR sowie der DDR-Sektion der Internationalen Vereinigung für Rechts- und Sozialphilosophie veranstaltete die Gesellschaft für Seerecht aus Anlass des 400. Geburtstages von Hugo Grotius in Rostock am 15. und 16. März 1983 eine Wissenschaftliche Tagung, auf der Rechts- und Sozialphilosophen sowie Völkerrechtler und der Rostocker Theologe Fritzsche (* 1929 bis † 2014) grundsätzliche Ausführungen über die Bedeutung von Grotius als „Vater des Völkerrechts“ und „Stifter des Völkerfriedens“ in Referaten und Diskussionsbeiträgen machten. Neue Erkenntnisse zum nationalen und internationalen Seerecht veröffentlichte die Gesellschaft vielfach in eigenen Publikationen, deren Autoren Mitglieder der Gesellschaft für Seerecht der DDR waren. Berichte über die Mitgliederversammlungen erschienen in der Zeitschrift Seewirtschaft, dem Fachorgan für Schiffbau, Schifffahrt, Hochseefischerei, Meerestechnik / Kammer der Technik, Fachverband Fahrzeugbau und Verkehr, die bis 1990 erschien. Den Bericht über die Jahreshauptversammlung am 12. Januar 1889 verfasste die Diplomjuristin Wiebke Haalck zusammen mit der Diplom-Ingenieurökonomin Brigitte Puls zu den drei Schwerpunkten Rechenschaftsbericht für 1988, Haushaltsplan für das laufende Jahr und Vortrag zu Fragen der Weltschifffahrt.

## Publikationen (Auswahl)
- Die Freiheit der Meere heute. Neue Entwicklungstendenzen des Seevölkerrechts in Zusammenhang mit der 3. Seerechtskonferenz der Vereinten Nationen. Gesellschaft für Seerecht der DDR. Gesellschaft für Völkerrecht in der DDR. Aktuelle Beiträge der Staats- und Rechtswissenschaft, (Heft 122); Potsdam-Babelsberg: Akademie für Staats- und Rechtswissenschaft der DDR, Informationszentrum Staat und Recht, 1975
- Beiträge zum Seerecht. Eine Gedenkschrift für Jörgen Haalck 1924–1976. Gesellschaft für Seerecht der DDR, Rostock 1978.
- Seerecht und internationale wirtschaftliche Zusammenarbeit. Materialien der internationalen wissenschaftlichen Konferenz „Seerecht und internationale Zusammenarbeit“ vom 24.–25. Oktober 1978 in Rostock. Gesellschaft für Seerecht der DDR, Rostock 1979.
- Wissenschaftlich-technische Revolution, Schiffssicherheit und maritimer Umweltschutz im internationalen Seerecht. Materialien der internationalen wissenschaftlichen. Konferenz Seerecht und internationale Zusammenarbeit. Veranstaltet durch die Gesellschaft für Seerecht der Deutschen Demokratischen Republik und der Wilhelm-Pieck-Universität Rostock, Sektion Sozialistische Betriebswirtschaft vom 24. bis 25. Oktober 1978 in Rostock (2. Teil der Materialien), Beiträge zum nationalen und internationalen Seerecht (Heft 3). Rostock, 1979
- Spezielle Rechtsprobleme der Nuvoy-Charter, Incoterms 1980. Gesellschaft für Seerecht der DDR, Rostock 1981.
- Die III. UNO Seerechtskonferenz – Stand und Perspektiven, Resultate und Konsequenzen. Gesellschaft für Seerecht der DDR, Rostock 1982.
- Hugo Grotius 1583–1645. Elchlepp/Reintanz/Schoepke (Redaktion: Friedrich Elchlepp, Adolf Hauer, Gerold Kantner, Ralf Richter[37]) Gesellschaft für Seerecht der DDR, Rostock 1983.
- Rechtsfragen des Maritimen Umweltschutzes (Redaktion: Hans-Jürgen Box). Gesellschaft für Seerecht der DDR, Rostock 1984.
- Seetransport: Marktregulierung, Dokumentation, Risiken. Gesellschaft für Seerecht der DDR, Rostock 1985.
- Fischereirecht. Mitverfasser: Gunter Görner. Gesellschaft für Seerecht der DDR, Rostock 1986.
- Wissenschaftlich-technischer Fortschritt und Seerecht. Gesellschaft für Seerecht der DDR, Rostock 1987.
- Schifffahrtsfinanzierung. Gesellschaft für Seerecht der DDR, Rostock 1988.
- Seeversicherung: Lissabon-Regeln 1987 (deutschsprachige Fassung). Beiträge zum nationalen und internationalen Seerecht (Heft 15). Gesellschaft für Seerecht der DDR, Rostock 1989.
- Beweisrecht im Seeprozeß von Adolf Hauer. Gesellschaft für Seerecht der DDR, Rostock 1990, DNB 910656215.

## Mitgliedschaft im Comité Maritime International
Die Gesellschaft für Seerecht der DDR (Association for Maritime Law of the German Democratic Republic) war bis zu ihrer Auflösung 1990 Mitglied im Comité Maritime International (CMI), eine Internationale Nichtregierungsorganisation (INGO) zur Harmonisierung des Seerechts. In den CMI-Jahrbüchern wurde die Zusammensetzung der 1972 gegründeten DDR-Seerechtsgesellschaft mit ihrem Präsidenten „Prof. Dr. Ralf RICHTER, Wilhelm-Pieck-Universität, Rostock“, dem Ehrenpräsidenten „Prof. em. Dr. Gerhard REINTANZ, Halle“ und den stellvertretenden Präsidenten „Dr. Werner BUNGE, VE Kombinat Seeverkehr und Hafenwirtschaft - Deutfracht/Seereederei, Rostock“, „Dr. Karl DISTLER, Ministerium für Verkehrswesen der DDR, Berlin“, „Prof. Dr. Heinz STROHBACH, Akademie für Staats- und Rechtswissenschaft der DDR, Potsdam-Babelsberg“, „Dr. Erhard THIELE, Berlin“, zuvor Ministerium für Verkehrswesen der DDR, sowie der letzte Sekretär „Dr. Gerold KANTNER“ mit Vor- und Zunamen sowie ihrem akademischen Grad und ihrer hauptberuflichen Arbeitsstelle aufgeführt.
Zum letzten Vorstand gehörten weiter das Ehrenmitglied „Dr. Friedrich ELCHLEPP“ und die Mitglieder
- Fritz HARTUNG, Diplom-Ingenieur, Abteilungsleiter im Institut für Hochseefischerei und Fischverarbeitung[40]
- Dr. Adolf HAUER
- Gerd HAUSSMANN[41]
- Edda LUCK
- Prof. Dr. Max OESAU
- Gerhard PRILL (* 1937 bis † 2023)[42]
- Dr. Albert RUPPRECHT vom Kombinat Seeverkehr und Hafenwirtschaft, Deutfracht/Seereederei[43]
- Dr. Norbert TROTZ (Mitglied des Exekutivrates des Comité Maritime International / Member of the Executive Council of CMI)
- Joachim WEIHS, Kapitän zur See, seit 1. Dezember 1984 hauptberuflich Seekommissar der DDR[44].